# William Grant Still
William Grant Still (Woodville, 11 de mayo de 1895 - Los Ángeles, 3 de diciembre de 1978) fue un compositor y director de orquesta estadounidense que escribió más de 150 composiciones. Fue el primer afroamericano que dirigió una gran orquesta sinfónica estadounidense, el primero en conseguir que una sinfonía (su primera sinfonía) fuera interpretada por una gran orquesta, el primero en conseguir que una ópera se interpretara por una gran compañía de ópera, y el primero en conseguir que una ópera suya se retransmitiera por la televisión nacional. A menudo se alude a él como "el decano" de los compositores afroamericanos.

## Biografía
Cuando su padre murió en 1895, su madre se trasladó a Little Rock, donde creció. Con el apoyo del segundo esposo de su madre, estudió violín en 1908 con el violinista estadounidense William Price, que vivió durante un tiempo en Little Rock. Aunque empezó a estudiar Medicina en la Universidad Wilberforce en Ohio, lo abandonó en beneficio de la música.
En 1916 conoció al músico de blues W. C. Handy, que le dio la oportunidad de tocar con su banda. Al año siguiente, entró en el conservatorio de música en Oberlin donde aprendió a tocar el oboe. Combatió en la Primera Guerra Mundial. Después de la guerra, en 1919, se trasladó a Harlem en Nueva York
Los años veinte fueron decisivos para él: estudió composición con George Chadwick en 1921 en Boston, en el Conservatorio de música de Nueva Inglaterra, luego en Nueva York durante dos años, junto a Edgard Varèse. 
Se inició en otros repertorios trabajando principalmente con William Christopher Handy (apodado "El padre del blues"). Siendo afroamericano, William Grant Still (como el británico Samuel Coleridge-Taylor antes que él, a quien admiraba) defendió la causa de los que combatían su origen, y en contra de la segregación racial. En esos mismos años veinte participó en el movimiento "Renacimiento de Harlem" destinado a promover la cultura afroamericana, la cual marcó su música durante toda la existencia. Como oboista, tocó con la "Harlem Orchestra" de Nueva York y en la orquesta de la comedia musical tuvo éxito Shuffle Along, con un reparto exclusivamente afroamericano, tocó en Broadway en 1921-1922. 
Paul Whiteman lo contrató para hacer arreglos musicales, y se fue con él a Hollywood, California, en mayo de 1929. A partir de 1934 vivió ya definitivamente en Los Ángeles.
Su primera esposa fue Grace Bundy, de la que se divorció en 1939, año en que se casó con Verna Arvey en México, donde los matrimonios interraciales eran legales. Tuvieron dos hijos.
En Los Ángeles fue solicitado por Hollywood para realizar arreglos musicales y orquestaciones de música de películas. Por ejemplo, es suya la orquestación de Dimitri Tiomkin en Lost Horizon, película de Frank Capra en 1937. Es igualmente el autor (sin ser acreditado por ello) de la música de seis películas entre 1936 y 1937.

## Obras
Como compositor, además de sus composiciones para el cine, se le debe gran cantidad de obras en géneros diversos, cinco sinfonías, siete óperas, piezas para piano, música de cámara, obras corales, música de ballet, etc. 
- Promised Land (1920) cantata sacra para voz y orquesta
- From the Land of Dreams (1924, para voces solistas y orquesta de cámara)
- From the Journal of a Wanderer (1924)
- Darker America (1924–1925)
- From the Black Belt (1926)
- La Guiablesse (1926–1927)
- Levee Land (1925) Para soprano y nueve instrumentos
- Afro-American Symphony (Sinfonía Afroamericana, 1930) es su composición más conocida. Fue la primera sinfonía compuesta por un afroamericano que se interpretó por una gran orquesta, y aún se toca hoy en día.
- Sahdji (1931, ballet)
- A Deserted Plantation (1933)
- Beyond Tomorrow (1936)
- Land of Superstition (1933)
- Ebon Chronicle (1934)
- Down Yonder (h. 1935)
- Blue Steel (1935) ópera
- Blues from Lennox Avenue (h. 1937)
- Symphony in G Minor (Sinfonía en sol menor, 1937)
- And They Lynched Him on a Tree (1940) Para recitante, contralto, dos coros (uno "negro" y otro "blanco") y orquesta
- Troubled Island (compuesta en 1941, estrenada en 1949) ópera con libreto de Langston Hughes
- A Bayou Legend (compuesta en 1941, estrenada en 1974) ópera con libreto de su segunda esposa
- Plain-Chant for America (1941) para baritón, coro y orquesta.
- A Southern Interlude (1942) ópera
- The Colored Soldiers Who Died for Democracy (1944)
- Poem for Orchestra (1944)
- Festive Overture (1945)
- Costaso (1950) ópera
- Mota (1951) ópera
- The Pillar (1955) ópera
- Minette Fontaine (1960) ópera
- Highway 1, USA (1962) ópera (versión revisada de A Southern Interlude, ópera de 1942)